# Samson (film, 2018)
Pour les articles homonymes, voir Samson (homonymie).
Pour plus de détails, voir Fiche technique et Distribution.
Samson est un film américain réalisé par Bruce Macdonald, sorti en 2018.

## Synopsis
Samson défend les Hébreux à l'aide de sa force surnaturelle.

## Fiche technique
- Titre : Samson
- Réalisation : Bruce Macdonald
- Scénario : Jason Baumgardner, Zach Smith, Galen Gilbert et Timothy Ratajczak
- Musique : Will Musser
- Photographie : Trevor Michael Brown et Brian Shanley
- Montage : Tim Goodwin, Vance Null et Gabriel Sabloff
- Production : Elizabeth Hatcher-Travis, Craig Jones, Bruce Macdonald, Michael Scott, David A. R. White, Alysoun Wolfe et Brittany Yost
- Société de production : Pure Flix Productions et Boomtown films
- Société de distribution : Pure Flix Entertainment (États-Unis)
- Pays :  États-Unis et  Afrique du Sud
- Genre : Action et drame
- Durée : 110 minutes
- Dates de sortie : 
  -  États-Unis : 16 février 2018

## Distribution
- Taylor James : Samson
- Billy Zane : le roi Balek
- Lindsay Wagner : Zealphonis
- Caitlin Leahy : Dalila
- Rutger Hauer : Manoach
- Jackson Rathbone : Rallah
- Brandon Auret : Ashdod
- Frances Sholto-Douglas : Taren
- Greg Kriek : Caleb
- Califf Ryan : Treus
- Danny Keough : Wadesh
- Sven Ruygrok : Orum
- Matthew Dylan Roberts : Ahar
- James Ryan : Tobias
- Casey B. Dolan : la femme de Tobias
- Lily Spangenberg : la fille de Tobias
- Hennie Bosman : Golian
- Dylan Williams : Bolcom

## Accueil
Le film a reçu un accueil très défavorable de la critique. Il obtient un score moyen de 17 % sur Metacritic.